# Шапшинская
Шапшинская — река в России, протекает по Ханты-Мансийскому АО. Устье реки находится в 11 км по левому берегу Горной протоки Оби, впадающей через Неулеву протоку в Иртыш в 3 км от устья по правому берегу. Длина реки составляет 94 км, площадь водосборного бассейна 728 км².

## Данные водного реестра
По данным государственного водного реестра России относится к Нижнеобскому бассейновому округу, водохозяйственный участок реки — Обь от впадения Иртыша до впадения реки Северная Сосьва, речной подбассейн реки — бассейны притока Оби от Иртыша до впадения Северной Сосьвы. Речной бассейн реки — (Нижняя) Обь от впадения Иртыша.
Код объекта в государственном водном реестре — 15020100112115200051963.